# تیسالادانی
تیسالادانی (به مجاری:  Tiszaladány) یک منطقهٔ مسکونی در مجارستان است که در ناحیه توکای واقع شده‌است.